# Clethrionomys sikotanensis
Clethrionomys sikotanensis är en omstridd däggdjursart som först beskrevs av Makoto Tokuda 1935. Den lever på öarna Daikoku och Rebun i norra Japan. Wilson & Reeder (2005) samt IUCN listar populationen som synonym till gråsiding (Clethrionomys rufocanus).
Clethrionomys sikotanensis ingår i släktet skogssorkar och familjen hamsterartade gnagare. Inga underarter finns listade i Catalogue of Life.